# Maryon
Maryon Gargiulo Ruiz (conosciuta anche come Märyon; La Seyne-sur-Mer, 24 luglio 1987) è una cantante francese.
Ha rappresentato il Principato di Monaco all'Eurovision Song Contest 2004 con il brano Notre planète.

## Carriera
Maryon è salita alla ribalta nel 2002 con la sua partecipazione e vittoria al talent show Graines de stars. L'emittente televisiva monegasca TMC l'ha selezionata internamente per rappresentare il Principato di Monaco all'Eurovision Song Contest 2004 nella sua prima partecipazione in trentacinque anni. Il brano presentato, Notre planète, ha colpito il principe Alberto II di Monaco per il suo messaggio. Nella semifinale eurovisiva, che si è tenuta il 12 maggio 2004 a Istanbul, si è piazzata al 19º posto su 22 partecipanti con 10 punti totalizzati.

## Discografia

### Singoli
- 2004 - Notre planète